# Pandas
Die Einteilung der Lebewesen in Systematiken ist kontinuierlicher Gegenstand der Forschung. So existieren neben- und nacheinander verschiedene systematische Klassifikationen. 
Das hier behandelte Taxon ist durch neue Forschungen obsolet geworden oder ist aus anderen Gründen nicht Teil der in der deutschsprachigen Wikipedia dargestellten Systematik.
Als Pandas oder Katzenbären (Ailuridae) wurde eine zeitweise angenommene Familie in der Ordnung der Raubtiere bezeichnet, in der die beiden seinerzeit bekannten Arten der Pandabären – Großer Panda und Kleiner Panda – zusammengefasst wurden.
Die Annahme einer eigenen Familie rührte daher, dass beide Pandas den „falschen Daumen“ haben, eine Art Finger, der sich aus dem Fersenbein der Hand entwickelt hat. Heute geht man davon aus, dass sich dieses Merkmal konvergent entwickelt hat. Auch durch die Schädel- und Gebissform des Großen Pandas, seine Geschlechtsorgane und seine Verhaltensweisen wurden beispielsweise von Erich Thenius als Argumente dafür gebracht, ihn nicht in der Familie der Bären, sondern als nächsten Verwandten des Kleinen Pandas einzuordnen.
Aufgrund molekulargenetischer Untersuchungen ab 1985 wurde der Große Panda (Ailuropoda melanoleuca) aber trotzdem als zur Familie der Bären gehörig, und als deren basalster Vertreter, erkannt. Im Jahr 2005 wurde mit dem Qinling-Panda (Ailuropoda melanoleuca qinlingensis) eine Unterart beschrieben.
Die Kleinen Pandas (Ailurus) werden in eine eigene Familie gestellt, ebenfalls Ailuridae genannt. Sie werden nunmehr als Gattung mit zwei Arten geführt, denn seit 2020 gelten zwei vormals als Unterarten der Spezies Kleiner Panda eingestufte Populationen als eigenständige Arten: Westlicher Kleiner Panda (Ailurus fulgens) und Styans Kleiner Panda (Ailurus styani). Das Konzept der Zusammenfassung mit den Großen Pandas war zu diesem Zeitpunkt bereits obsolet.
|  |  |